# New Times Business Center
Le New Times Business Center (新时代商务中心/中南煤炭科技设计大厦/京汉科技大厦) est un gratte-ciel haut de 178 mètres (hauteur du toit) construit dans le centre de la Chine à Wuhan en 2007. 
Avec les quatre flèches la hauteur maximale de l'immeuble est de 208 mètres.